# 田姓
田姓為中文姓氏之一，在《百家姓》中排名第156位。

## 起源
- 源自妫姓陳氏，「陳」與「田」於上古漢語發音相近（陳：/*l'iŋ/，田：/*l'iːŋ/），東周春秋时代陈国的公子完為避禍逃到了齐国，受到齊桓公賞識，任「工正」一職，改為田氏，是為田完。田完後人田和将齐康公放逐到海上，自立为君，于是，姜氏齐国成了田氏齐国，史稱田齊，就是历史上有名的“田氏代齐”。
- 田氏将紫荆视为堂号，并以“紫荆之后人”为傲，一些田姓人家会在自家门牌或楹联上悬挂带有紫荆花字眼的匾额[1]。

## 相关
- 陈姓

## 延伸阅读
[在维基数据编辑]
 《百家姓》
 《欽定古今圖書集成·明倫彙編·氏族典·田姓部》，出自陈梦雷《古今圖書集成》
1. ↑  宫鋆煜. . 新浪新闻.